# Türkische Männer-Handballnationalmannschaft
Die türkische Männer-Handballnationalmannschaft repräsentiert den Handballverband der Türkei, Türkiye Hentbol Federasyonu, als Auswahlmannschaft auf internationaler Ebene bei Länderspielen im Handball gegen Mannschaften anderer nationaler Verbände.

## Geschichte
Der türkische Handballverband ist seit 1978 Mitglied in der Internationalen Handballföderation (IHF) und seit 1991 in der Europäischen Handballföderation (EHF). Für ein großes Turnier konnte sich die Auswahl bisher nicht qualifizieren.
Nationaltrainer war unter anderem Okan Halay. Seit Januar 2024 betreut der Spanier Daniel Gordo die Auswahl.

## IHF Emerging Nations Championship
Bei der vom Weltverband ausgerichteten IHF Emerging Nations Championship nahm die Türkei im Jahr 2017 teil. In der Vorrunde besiegte die Mannschaft den Kosovo mit 25:24, Albanien mit 54:12 und Irland mit 41:26. Im Viertelfinale gewann das Team gegen Georgien mit 32:26, im Halbfinale gegen Zypern mit 35:32 nach Verlängerung. Im Finale unterlag die Auswahl den Färöer mit 25:26.

## Mittelmeerspiele
Bei den Mittelmeerspielen in verschiedenen Ländern des Mittelmeerraumes ist Handball seit 1967, mit Ausnahme von 1971, fester Bestandteil. Dort erreichte die Auswahl folgende Platzierungen:
- Mittelmeerspiele 1967: nicht teilgenommen
- Mittelmeerspiele 1975: nicht teilgenommen
- Mittelmeerspiele 1979: nicht teilgenommen
- Mittelmeerspiele 1983: 8. Platz (von 10 Mannschaften)
- Mittelmeerspiele 1987: 7. Platz (von 8 Mannschaften)
- Mittelmeerspiele 1991: 8. Platz (von 10 Mannschaften)
- Mittelmeerspiele 1993: 9.–10. Platz (von 10 Mannschaften)
- Mittelmeerspiele 1997: 9.–13. Platz (von 13 Mannschaften)
- Mittelmeerspiele 2001: 9.–12. Platz (von 12 Mannschaften)
- Mittelmeerspiele 2005: 10. Platz (von 10 Mannschaften)
- Mittelmeerspiele 2009: 4. Platz (von 9 Mannschaften)
- Mittelmeerspiele 2013:  3. Platz (von 10 Mannschaften)

Kader: Alican Gocmen, Alp Eren Pektas, Onur Ersin, Taner Oymen, Emre Öz, Şenol Boyar, Tugrul Bulduk, Taner Gunay, Uğur Erceylan, Durmus Mutlu, Coskun Göktepe, Tolga Özbahar, Tugberk Catkin, Yunus Özmusul, Can Çelebi, Ramazan Döne.
- Mittelmeerspiele 2018: 4. Platz (von 13 Mannschaften)
- Mittelmeerspiele 2022: 8. Platz (von 10 Mannschaften)

## Islamic Solidarity Games
An den Islamic Solidarity Games nahm die Mannschaft zweimal teil.
- Islamic Solidarity Games 2017: 2. Platz (von 8 Mannschaften)

Kader: Alp Eren Pektaş, Doruk Pehlivan, Uğur Erceylan, Coşkun Göktepe, Enes Gümüşok, Baran Nalbantoğlu, Tuğberk Çatkın, Onur Ersin, Taner Günay, Halil İbrahim Öztürk, Gökhan Örnek, Ramazan Döne, Çetin Çelik, Hüseyin Pamuk.
- Islamic Solidarity Games 2021: 2. Platz (von 6 Mannschaften)

Kader: Alper Aydın, Hüseyin Bereket, Enis Yatkın, Enis Harun Hacıoğlu, Baran Nalbantoğlu, Fatih Çalkamış, Sedat Yıldırım, Gökay Bilim, Atakan Şirin, Eray Karakoç, Durmuş Ali Tınkır, Cemal Kütahya, Doğukan Keser, Şevket Yağmuroğlu, Alper Aydın, İlkan Keleşoğlu.

## Bekannte Nationalspieler
- Önder Acar
- Memis Arici
- Hüseyin Asci
- Can Çelebi
- Mert Coskan
- Ibrahim Demir
- Ramazan Döne
- Murat Güder
- Ahmet Het
- Nevzat Hocaoglu
- Yunus Özmusul
- Doruk Pehlivan
- Zeki Pehlivan
- Melih Sagit
- Erhan Sapmaz
- Ceyhan Sariyildiz
- Tolga Tekiner
- Emre Yilmaz
- Türker Yolcu